# 1999 (酷娃恰莉和特洛伊·希文歌曲)
〈1999〉是英國歌手兼詞曲作家查莉·XCX和澳洲歌手特洛伊·希文的單曲，作為恰莉第3張錄音室專輯《恰莉》的首張單曲發行於2018年10月5日。單曲封面靈感來自1999年的電影《駭客任務》。歌曲由布雷特·麥克勞克林、查莉·XCX、諾米·鮑、奥斯卡·霍尔特及特洛伊·希文創作。單曲的續作〈2099〉於隔年9月作為恰莉第三張錄音室專輯《恰莉》的宣傳單曲發行。
11月22日，單曲登上英國單曲排行榜第13名，成為她第10首榜排行前40名單曲，以及2015年後第1首榜排行前15名單曲，同時是希文第4首前40名單曲，和第1首前20名單曲。〈1999〉亦收錄於《舞力全開》的付費服務。

## 製作背景
在歌曲正式公布前，恰莉和希文兩人在推特上進行了一段「神秘」的對話。最終恰莉宣布將與希文共同推出最新單曲〈1999〉，並發表單曲封面。單曲名稱及封面均參考1999年的電影《駭客任務》，在封面中，希文裝扮成尼歐，戴著黑色太陽眼鏡、大衣、染黑的頭髮與亮綠色背景對比。恰莉則裝扮成崔妮蒂，坐在他的側邊，《告示牌》指出其與艾莉娅2000年的單曲〈Try Again〉的音樂錄影帶造型相似。
〈1999〉是首電音流行歐陸舞曲，歌曲時長3分9秒，以B小調的
拍創作，為每分鐘124拍的快板歌曲。希文與恰莉的歌聲音域橫跨於B3與F#5。歌曲包含對「1999年」的懷舊歌詞以及沉重節拍，Pitchfork的薩莎·葛芬（Sasha Geffen）形容這是首模糊的鋸齒型貝斯樂和閃亮的歐陸舞曲，表示「比起歌曲提起的年份具體細節，歌曲更關注於回憶的行為上」。

## 音樂錄影帶
音樂錄影帶（MV）於2018年10月11日釋出，由萊恩·史塔克、酷娃恰莉執導。在影片中，恰莉和希文扮成多種致敬1990年代流行文化的造型，包含iMac G3和史蒂夫·乔布斯、布蘭妮·斯皮爾斯和賈斯汀·提姆布萊克、激進小子、Eminem、诺基亚3310、罗丝·麦高恩和瑪麗蓮·曼森、電影《鐵達尼號》、《黑客帝国》、《美國心玫瑰情》、《厄夜叢林》、跳舞寶寶、電玩遊戲《模擬市民》、歌曲〈Say You'll Be There〉、〈Waterfalls〉、〈Thinking of You (I Drive Myself Crazy)〉和〈I Want It That Way〉的音樂錄影帶。MV採用Deepfake技術將恰莉和希文疊加至舞者臉上，史塔克表示透過Deepfake可以減少許多化妝、更衣時間。The Verge稱其為「完美的Deepfake使用範例」。
MV得到了媒體好評。英國廣播公司的安娜貝爾·拉克漢姆（Annabel Rackham）稱讚，兩位歌手「都重現了該十年中最令人難忘的音樂錄影帶」。

## 製作人員
資料取自Tidal與Music Notes。
- 製作人 – 奥斯卡·霍尔特
- 貝斯 – 奥斯卡·霍尔特
- 工程師 – 約翰·漢內斯（John Hanes）、Noah Passovoy、彼得·卡尔松（Peter Karlsson）
- 執行製作人 – A.G.庫克、酷娃恰莉
- 吉他 – 奥斯卡·霍尔特
- 鍵盤 – 奥斯卡·霍尔特
- 主唱 – 酷娃恰莉
- 母帶 – Randy Merrill
- 混音 – Serban Ghenea
- 製作 – 奥斯卡·霍尔特、彼得·卡尔松
- 程式設計師 – 奥斯卡·霍尔特
- 聲音 – 特洛伊·希文
- 作詞 – 布雷特·麥克勞克林（英语：Leland (musician)）、查莉·XCX、諾米·鮑（英语：Noonie Bao）、奥斯卡·霍尔特、特洛伊·希文
- 作曲 – 布雷特·麥克勞克林、查莉·XCX、諾米·鮑、奥斯卡·霍尔特、特洛伊·希文

## 曲目列表
| 數位下載 | 數位下載 | 數位下載 |
| 曲序     | 曲目     | 时长     |
| -------- | -------- | -------- |
| 1.       | 1999     | 3:09     |

| 數位下載 – Remixe合輯 | 數位下載 – Remixe合輯         | 數位下載 – Remixe合輯 |
| 曲序                  | 曲目                          | 时长                  |
| --------------------- | ----------------------------- | --------------------- |
| 1.                    | 1999（Alphalove Remix版）     | 3:55                  |
| 2.                    | 1999（Easyfun Remix版）       | 3:12                  |
| 3.                    | 1999（邁克爾·卡爾凡 Remix版） | 3:03                  |
| 4.                    | 1999（R3hab Remix版）         | 3:18                  |
| 5.                    | 1999（Carta Remix版）         | 2:52                  |
| 6.                    | 1999（Super Cruel Remix版）   | 2:51                  |
| 7.                    | 1999（楊·佛朗哥 Remix版）     | 3:33                  |
| 8.                    | 1999（Dipha Barus Remix版）   | 2:28                  |
| 9.                    | 1999（The Knocks Remix版）    | 3:40                  |

## 榜單表現
| 榜單（2018–19年）                        | 最高排名 |
| ---------------------------------------- | -------- |
| 澳大利亚（澳大利亚唱片业协会榜）         | 18       |
| 比利时佛兰德（Ultratop五十強單曲榜）     | 32       |
| 比利時瓦隆（Ultratop五十強單曲榜）       | 29       |
| 芬蘭（《告示牌》數位歌曲銷售榜）         | 9        |
| 希臘（國際唱片業協會希臘分會國際單曲榜） | 83       |
| 匈牙利（四十強舞曲榜）                   | 30       |
| 匈牙利（四十強單曲榜）                   | 40       |
| 愛爾蘭（愛爾蘭唱片協會榜）               | 28       |
| 新西兰（新西兰唱片音乐协会熱門單曲榜）   | 10       |
| 荷蘭（荷蘭四十強單曲榜）                 | 14       |
| 蘇格蘭（官方榜單公司單曲榜）             | 24       |
| 韓國（Gaon國際下載榜）                   | 96       |
| 瑞典（瑞典每周热歌榜）                   | 15       |
| 英國（官方榜單公司單曲榜）               | 13       |
| 美國（《告示牌》舞曲夜店歌曲榜）         | 48       |
| 美國（《告示牌》主流四十強單曲榜）       | 37       |

| 榜單（2019年）                       | 排名 |
| ------------------------------------ | ---- |
| 澳大利亞（澳大利亞唱片業協會單曲榜） | 100  |
| 匈牙利（四十強舞曲榜）               | 87   |

## 認證
| 國家或地區                     | 認證    | 銷量     |
| ------------------------------ | ------- | -------- |
| 澳大利亞（澳大利亞唱片業協會） | 2× 白金 | 140,000‡ |
| 丹麥（國際唱片業協會丹麥分會） | 金      | 45,000‡  |
| 英國（英國唱片業協會）         | 金      | 400,000‡ |
| ‡銷量認證計算於串流媒體銷量    |         |          |

## 發行歷史
| 發行地區 | 發行日期       | 發行形式      | 版本       | 廠牌                | 來源   |
| -------- | -------------- | ------------- | ---------- | ------------------- | ------ |
| 大多區域 | 2018年10月5日  | 數位下載 串流 | 原版       | 庇護所              | [ 20 ] |
| 英國     | 2018年10月12日 | 當代流行電台  | 原版       | 英國華納兄弟 庇護所 | [ 43 ] |
| 美國     | 2018年12月4日  | 當代流行電台  | 原版       | 大西洋              | [ 44 ] |
| 大多區域 | 2019年1月18日  | 數位下載 串流 | Remixe合輯 | 庇護所              | [ 21 ] |

## 備註
1. ↑  《恰莉》實體版中，〈1999〉標記為特洛伊·希文客串酷娃恰莉。

## 外部連結
- 豆瓣音乐上《1999》的資料 （简体中文）